# Wipneus en Pim (boekenreeks)
De kabouters Wipneus en Pim zijn de hoofdpersonen van een Nederlandse kinderboekenserie die uitkwam in de periode 1948-1985. De boeken zijn door verschillende auteurs geschreven, onder varianten op het pseudoniem 'B. van Wijckmade'. De verhalen van Wipneus en Pim spelen zich af in Kabouterland; een gebied in de grote wereld van elfjes, heksen en andere bijzondere figuren.

## De auteurs
De eerste zes boekjes werden geschreven door Broeder Bruno van der Made, lid van de congregatie van de Broeders van de Onbevlekte Ontvangenis van Maria (Broeders van Maastricht) in het stadsdeel Wyck in Maastricht. 
In totaal zijn er vijf auteurs geweest van de Wipneus en Pim-boeken, elk onder een ietwat verschillend pseudoniem waarbij de tweede letter de naam van de auteur vertegenwoordigde:
- B. van Wijckmade - Broeder Bruno, Bruno van der Made (Leonardus Marie Engelbertus van der Made) (6 boekjes)
- B.J. van Wijckmade - Broeder Jozefus, Sjef Haenen (Josephus Antonius Haenen) (8 boekjes)
- B.W. van Wijckmade - Broeder Wichard, Willie van der Looij (Wilhelmus Adrianus van der Looij) (3 boekjes)
- B.A. van Wijckmade - Broeder Alfried, Hein Fest (Hendrikus Johannes Fest) (3 boekjes)
- B.G. van Wijckmade - Broeder Gregorio, Ed Pieters (Edward Antoon Marie Pieters) (17 boekjes in de periode van 1967 tot en met 1985)

Het pseudoniem 'A.B. van Wijckmade' staat voor Alle Broeders en is een alternatief pseudoniem voor Broeder Gregorio.
De Wipneus en Pim-boeken zijn geïllustreerd voornamelijk door Herman Ramaekers (1914-1977). Na diens overlijden nam zijn neef Joop Walenkamp (1949-1997) dit werk over, tot aan het laatste boek dat uitkwam in 1985.
In 2013 werden bij de start van de Kinderboekenweek de eerste vier heruitgaven gepresenteerd van de serie.

## De serie

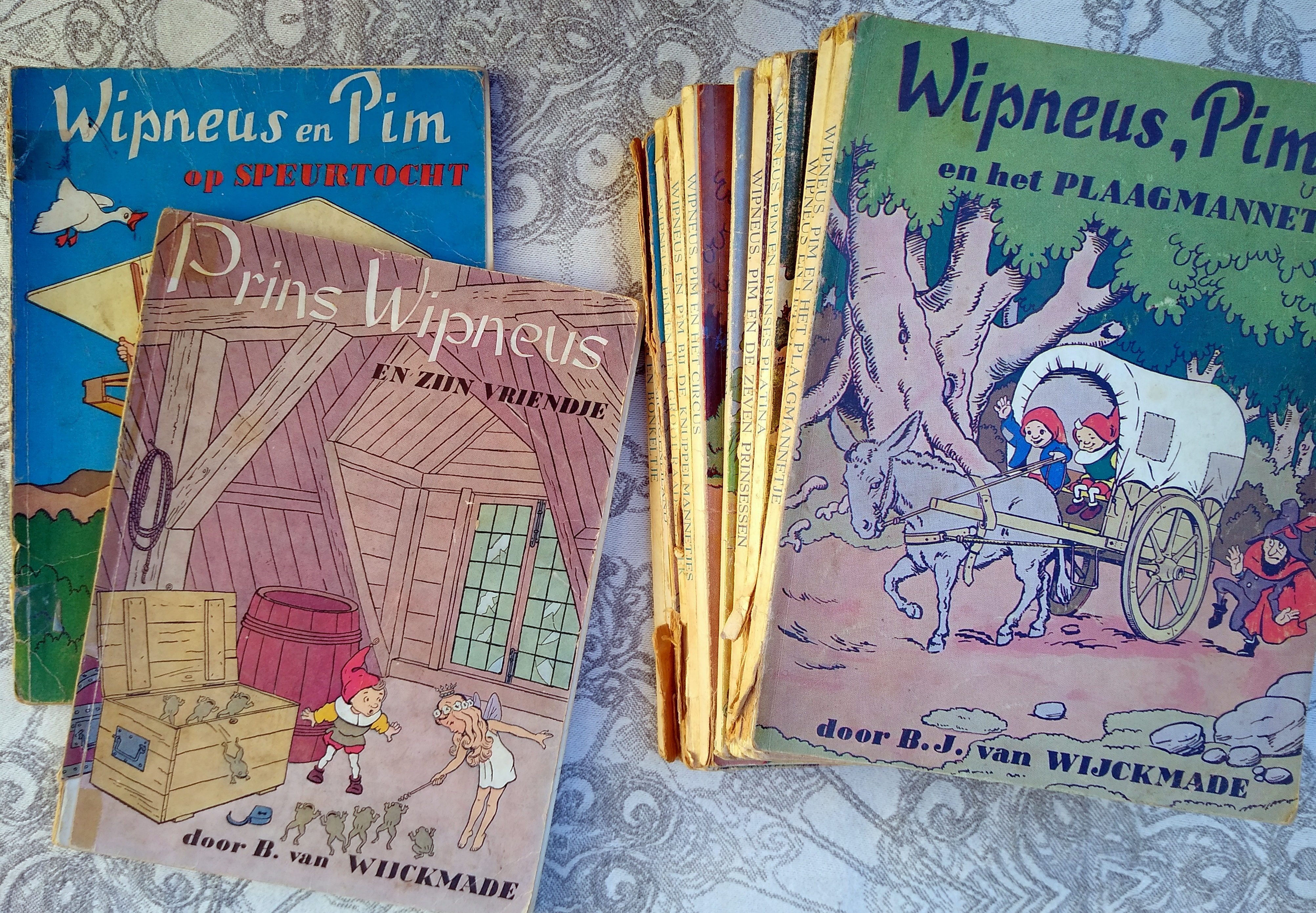
Enkele boekjes uit de jaren vijftig

Het eerste Wipneus en Pim-boek werd geschreven in 1948, het laatste in 1985. De serie wordt uitgegeven door Uitgeverij Schenk uit Maastricht. De boekjes op A5-formaat zijn gedrukt met een karakteristieke vette schreefletter.
Er zijn in totaal 40 boekjes verschenen, waarvan deel 38 een herschreven versie is van deel 1 en deel 39 een herschreven versie van deel 5. Deel 25 is als jubileum-uitgave uitgebracht in iets groter formaat.
1. Prins Wipneus en zijn vriendje, 1948
2. Wipneus en Pim gaan op reis, 1949
3. Wipneus en Pim bij de rovers, 1950
4. Wipneus en Pim op Muggeneiland, 1951
5. Waar is Prins Wipneus?, 1952
6. Wipneus en Pim bij Snuffelbaard, 1953
7. Wipneus en Pim bij de Knuppelmannetjes, 1954
8. Wipneus en Pim op speurtocht, 1955
9. Wipneus, Pim en Bonkeltje, 1956
10. Wipneus, Pim en de oude paraplu, 1957
11. Wipneus, Pim en de zeven prinsessen, 1958
12. Wipneus, Pim en het Plaagmannetje, 1959
13. Wipneus, Pim en het circus, 1960
14. Wipneus, Pim en Prinses Platina, 1961
15. Wipneus, Pim en de Wonderauto, 1962
16. Wipneus en Pim op vakantie, 1963
17. Wipneus, Pim en de Zonneparel, 1964
18. Wipneus, Pim en het Groot-Raadselboek, 1965
19. Wipneus, Pim en de toverfluit, 1966
20. Wipneus, Pim en Tum-Tum, 1967
21. Wipneus en Pim halen gouddraad, 1968
22. Wipneus, Pim en de gestolen kroon, 1969
23. Wipneus en Pim helpen dokter Knippeling, 1970
24. Wipneus en Pim bij de Trappertjes, 1971
25. Prins Wipneus en Pim vieren groot feest, 1971
26. Wipneus en Pim in de zilveren raket, 1972
27. Wipneus en Pim zoeken Klepel-Tinus, 1973
28. Wipneus en Pim op stap met Kroko, 1974
29. Wipneus, Pim en de wensput, 1975
30. Wipneus en Pim vinden een tuitkannetje, 1976
31. Wipneus, Pim en de vliegende stoel, 1977
32. Wipneus, Pim en de blauwe jorel, 1977
33. Wipneus en Pim vangen drie sneeuwspoken, 1979
34. Wipneus en Pim naar de Flinten, 1980
35. Wipneus en Pim op de Kleiberg, 1981
36. Wipneus, Pim en malle Trollo, 1982
37. Wipneus en Pim redden oude Rigobert, 1983
38. Prins Wipneus en zijn vriendje Pim, 1984
39. Waar is Prins Wipneus gebleven?, 1984
40. Prins Wipneus wordt koning, 1985